# Codorniz, Mexiko
Codorniz är en ort i Mexiko.   Den ligger i kommunen Mezquitic och delstaten Jalisco, i den centrala delen av landet, 600 km nordväst om huvudstaden Mexico City. Codorniz ligger 1 706 meter över havet och antalet invånare är 140.
Terrängen runt Codorniz är bergig österut, men västerut är den kuperad. Runt Codorniz är det mycket glesbefolkat, med 4 invånare per kvadratkilometer. Närmaste större samhälle är San Miguel, 8,3 km söder om Codorniz. I omgivningarna runt Codorniz växer huvudsakligen savannskog.